# Kanaš
Kanaš (ruski: Кана́ш) je grad u Čuvašiji, Rusija. Upravno je središte Kanaškog rajona. Nalazi se 76 km od glavnog grada Čuvašije, Čeboksarija.  
Osnovan je 1891. godine. Između 1891. i 1925. se zvao Šihrani (ruski: Шихраны). 
Broj stanovnika: 50.593 (2002.)
Površina: 18,5 km².
Kanaš se nalazi na velikom željezničkom čvorištu (željezničkopružna prijestolnica Čuvašije).

## Vanjske poveznice
- Uprava grada Kanaša
- КАНАШ.ru — stranica grada Kanaša